# Asemblea Nacional-Popular Galega
La Asemblea Nacional-Popular Galega (AN-PG, Asamblea Nacional-Popular Gallega en español) fue una organización suprapartidaria de coordinación de diversos frentes creada en 1975. Se encuadraba dentro del nacionalismo gallego de tendencia socialista. Fue una de las organizaciones que más tarde constituiría el Bloque Nacionalista Galego (BNG).

## Trayectoria
Los principios de la AN-PG eran la autodeterminación para Galicia, el autogobierno, el anticolonialismo, la democracia y el protagonismo de las fuerzas políticas netamente gallegas, y tenía como objetivo la formación de un gobierno provisional gallego tras conseguir el poder. La AN-PG tenía como símbolo la bandera gallega con una estrella roja de cinco puntas Y era quien convocaba las manifestaciones del 25 de julio, considerado como "Día Nacional de Galiza" o "Día da Pátria Galega".
La AN-PG celebró su I Plenario en abril de 1976, que acabó con la escisión de un sector que consideraba a la AN-PG excesivamente ligada a la Unión do Povo Galego (UPG). Ese sector constituyó la Asemblea Popular Galega. En el III Plenario celebrado en octubre de 1977 aprobó sus estatutos, en los que se definía como "organización interclasista y apartidaria dirigida por una secretaría colegiada", en la que Lois Diéguez ejercía como portavoz. Tras las elecciones municipales de 1979 la AN-PG sufrió una reestructuración para propiciar una mayor coordinación entre sus consejeros, creándose asambleas locales.
En 1981 la AN-PG sufrió una importante crisis interna que marcó la celebración del V Plenario, celebrado en marzo de 1982 y que llevó a la salida de la organización de dos miembros de la Dirección Nacional y de un grupo de 50 militantes. Finalmente en este último plenario de la organización se llamó a una reformulación del modelo organizativo. El periplo vital de la AN-PG terminó en el mismo 1982, dando paso a la formación del Bloque Nacionalista Galego (BNG).
La AN-PG era contraria a la elaboración de un Estatuto de Autonomía por considerar que Galicia era una colonia que tenía que acatar la soberanía por medio de unas bases constitucionales. El Frente Cultural de la AN-PG constituyó una de las secciones más activas de la AN-PG, en la que estaban gente como Darío Xohán Cabana, Manuel María, Emiliano Picouto o Xesús Vázquez.